# ستيفن سكينر
ستيفن سكينر (بالإنجليزية: Stephen Skinner)‏ هو قاضي وسياسي أمريكي، ولد في 1725، وتوفي في 27 أكتوبر 1808. انتخب عضو مجلس نواب نوفا سكوتيا.